# La Dominante
La Dominante est le terme par lequel on désignait autrefois les républiques maritimes de Gênes et de Venise[réf. nécessaire].
S'agissant de Gênes, que l'on appelait aussi la Superbe, l'appellation était - plus précisément - Dominante des mers.